# 文化資本
文化資本（英語: cultural capital、フランス語: le capital culturel）とは、社会学における学術用語（概念）の一つであり、金銭によるもの以外の、学歴や文化的素養といった個人的資産を指す。フランスの社会学者ピエール・ブルデューによって提唱されて以来、現在に至るまで幅広い支持を受けている。社会階層間の流動性を高める上では、単なる経済支援よりも重視しなければならない場合もある。
文化資本という言葉が最初に用いられたのは、1973年に発表された『Cultural Reproduction and Social Reproduction』（ジャン＝クロード・パスロン との共著）の中である。この中でブルデューは、1960年代のフランスにおける学童らの成績の違いを説明しようと試みている。以降、この研究はより緻密な検証によって発展を見せることになるが、まずは文化資本以外の形態を取る資本（経済資本や社会関係資本など）についての検証が先行（『The （three） Forms of Capital』（1986年））し、次いで高等教育（すなわち文化資本）が研究対象となっている（一例として『The State Nobility』（1996年））。
ブルデューの定義上、資本とは「交換が成立するシステム内において社会的関係として機能するもの」であり、それは「物質あるいは非物質といった区別なく、特定の社会的な枠組みにおいて追求する価値と希少性があることを示すもの」であれば、何であっても構わない。以上を踏まえて、文化資本は「資本として機能するものの中で、蓄積することで所有者に権力や社会的地位を与える文化的教養に類するもの」と定義される。

## 文化資本の形態
ブルデューは、文化資本の概念を次の3つの形態に整理している：
客体化された形態の文化資本 (Objectified state)絵画、ピアノなどの楽器、本、骨董品、蔵書等、客体化した形で存在する文化的財
制度化された形態の文化資本 (Institutionalized state)学歴、各種「教育資格」、免状など、制度が保証した形態の文化資本
身体化された形態の文化資本 (embodied state)ハビトゥス; 慣習行動を生み出す諸性向、言語の使い方、振る舞い方、センス、美的性向など。
ブルデューのこうした「構造化された構造」としての文化資本概念に対して、文化経済学の側から、「構造化する構造」としての資本の働きが、企業活動や地域創生においてなされているという考察が日本では進められている。

## 他の資本との関係
文化資本は、他の2つの資本（経済資本・社会関係資本）とともに、ブルデュー社会学の重要な概念である。それぞれの資本は相互に転換することがある（資本転換）。文化資本において、3つの形態は随時別のものに転化することもある。
例
- 本に囲まれた家庭の子どもは自ずと本好きになる。
- 文化資本が豊富であればあるほど、学校教育と親和的で、学業達成率が高くなる。

ブルデューは、文化資本、経済資本、社会資本など諸資本を集中化して象徴資本が構成され、それが国家資本であることを論じている。

## 日本での文化資本の経験的・理論的研究
- 片岡栄美「社会階層と文化的再生産」『理論と方法』数理社会学会、Vol.7、No.1、pp.33-55、1992年
- 片岡栄美編『1995年SSM調査シリーズ18 文化と社会階層』1995年SSM調査研究会、科学研究費補助金報告書、1998年、『現代日本社会階層調査研究資料集（全6巻）、別冊1 - 1995年SSM調査報告書（大型版）』日本図書センター、2006年所収
- 片岡栄美「教育達成過程における家族の教育戦略―文化資本効果と学校外教育投資効果のジェンダー差を中心に」『教育學研究』日本教育学会、Vol.68、No.3、pp.259-273、2001年9月30日（ISSN 0387-3161）
- 片岡栄美「芸術文化消費と象徴資本の社会学―ブルデュー理論からみた日本文化の構造と特徴」『文化経済学』文化経済学会、Vol.6、No.1（通号24）、pp.13-25、2008年3月（ISSN 1344-1442）
- 宮島喬・石井洋二郎編『文化の権力 反射するブルデュー』藤原書店、2003年（ISBN 4-89434-318-5）[8]
- 山本哲士『文化資本論』新曜社、1999年
- 福原義春＋文化資本研究会『文化資本の経営』ダイヤモンド社、1998年
- 池上惇『文化資本論入門』ミネルヴァ書房、2016年
- 山田眞實『リバティ・デザイン：「文化資本」としての「よき趣味」』創元社、1999年
- 日本地域資源学会監修『地域文化資本の時代：フローからストックの社会へ』地域経営研究所、2006年
- 東北産業活性化センター編『地域の文化資本：ミュージアムの活用による地域の活性化』日本地域社会研究所、2007年
- 文化資本学会編『文化資本研究１：文化資本とホスピタリティ』文化科学高等研究院出版局、2017年
- 山本哲士『甦えれ 資本経済の力：文化資本と知的資本』知の新書、文化科学高等研究院出版局、2021年